# Hædde
Hædde ou Hæddi est un ecclésiastique anglo-saxon mort en 705 ou en 706. Il est évêque de Winchester de 676 à sa mort.

## Biographie
Hædde devient évêque de Winchester en 676. Il est sacré à Londres par l'archevêque Théodore de Cantorbéry. D'après Bède le Vénérable, il doit ce poste à sa vertu plutôt qu'à son érudition. Néanmoins, on connaît de lui une épigramme en latin composée à l'occasion d'une consécration à saint Paul :
In honorem almissimi

ac doctoris dulcissimi

Sancti Pauli solenniter

ac vocati feliciter,

Hedde, pontifex petitus

ac cum amore accitus,

dedicavit deicola

atque clarus celicola.
La métrique de ce huitain est identique à celle d'un sizain adressé à Hædde par Théodore. Ces poèmes en octosyllabes s'inspirent des hymnes en tétramètres iambiques de l'Antiquité, mais ils présentent également des innovations purement anglo-saxonnes, comme le recours à l'allitération et aux rimes riches de deux, voire trois syllabes. Cette métrique, dont on ne connaît pas d'exemple antérieur à Hædde et Théodore, est reprise ultérieurement par Aldhelm, Æthilwald ou encore Boniface.
Le roi Ine de Wessex cite Hædde parmi ses conseillers dans l'introduction de son code de lois, où les affaires religieuses tiennent une place non négligeable.
Hædde meurt en 705 ou en 706. Il est révéré comme un saint à Winchester et fêté le 7 juillet, anniversaire de son décès. Bède rapporte un miracle associé à sa tombe : un mélange d'eau et de terre provenant de sa sépulture aurait suffi à guérir hommes et animaux malades. Après sa mort, le diocèse des Saxons de l'Ouest est divisé : Daniel lui succède à Winchester, tandis qu'Aldhelm devient le premier évêque de Sherborne, avec autorité sur l'ouest du Wessex.